# 포스팅 스타일
이메일, 인터넷 포럼, 유즈넷에 메시지를 답변할 때 각기 다른 포스팅 스타일(posting style)로 원문이 포함되거나 인용될 수 있다.

## 종류
이를 위한 주된 옵션들로는 다음과 같다.
- 인터리브 포스팅(interleaved posting) 또는 인라인 답변(inline replying): 답변의 각기 다른 부분들이 원문의 관련 부분 뒤에 오는 것
- 바텀 포스팅(bottom-posting) 또는 하단 쓰기: 답변이 인용문 뒤에 오는 것
- 톱 포스팅(top-posting) 또는 상단 쓰기[1]: 답변이 인용 원문을 앞서는 것

위 옵션들 각각의 경우 원문의 잘라내기(trimming)를 허용할지, 필수인지, 선호되는지의 여부가 문제가 되기도 한다.